# Sergei Wladimirowitsch Michalkow

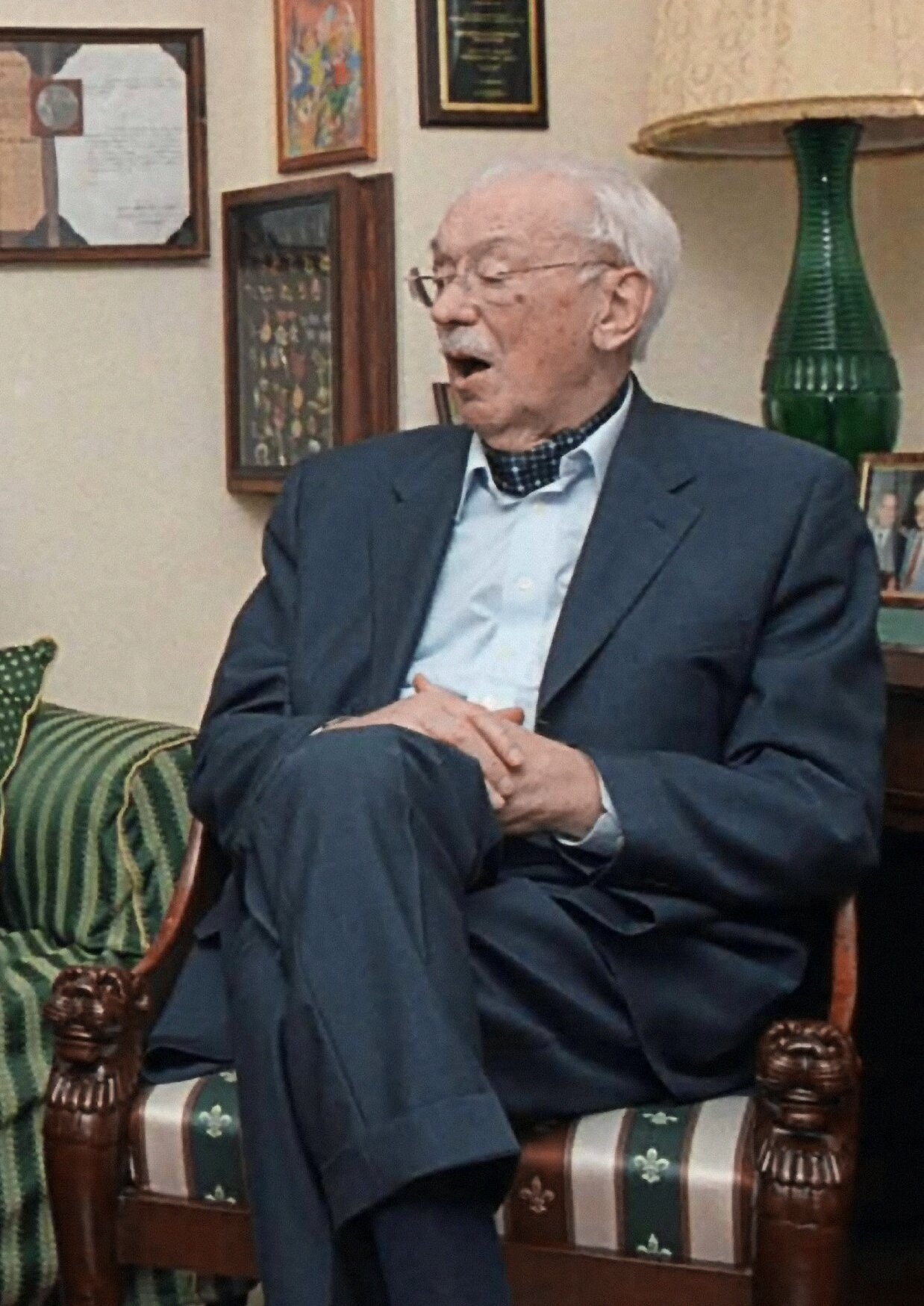
13. März 2003

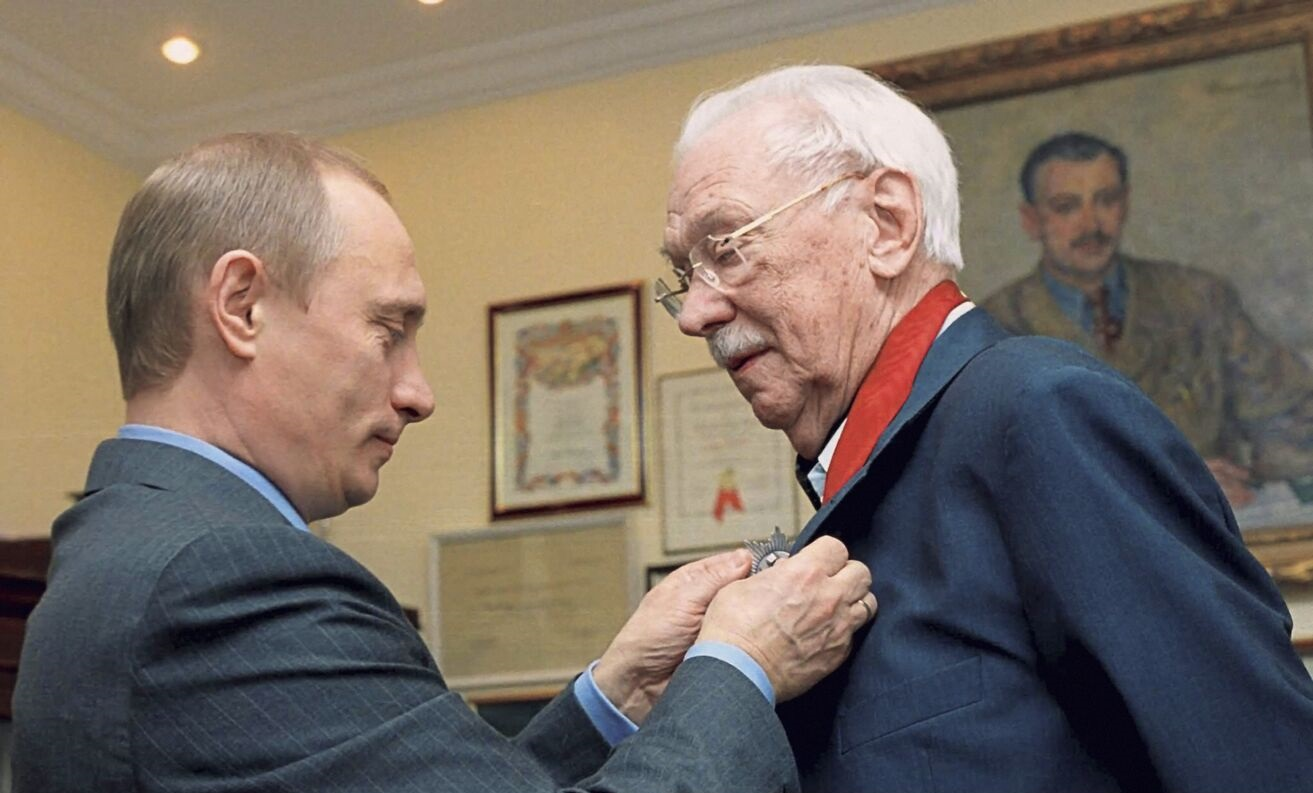
Wladimir Putin zeichnet Michalkow am 13. März 2003 mit dem Verdienstorden für das Vaterland aus

Sergei Wladimirowitsch Michalkow (russisch Сергей Владимирович Михалков, wiss. Transliteration Sergej Vladimirovič Michalkov; * 28. Februarjul. / 13. März 1913greg. in Moskau; † 27. August 2009 ebenda) war ein russischer Schriftsteller.
Er war Verfasser mehrerer Kinderbücher, zahlreicher Gedichte und anderer Texte sowie Autor der Texte der Hymne der Sowjetunion und der Hymne der Russischen Föderation. Zudem war er als Funktionär in vielen Ämtern aktiv.
Er war mit Natalja Kontschalowskaja verheiratet und ist der Vater der beiden Filmregisseure Andrei Michalkow-Kontschalowski und Nikita Michalkow.

## Leben
Sergei Michalkow wurde 1913 in einer Familie adeliger Abstammung geboren. 1928 veröffentlichte Michalkow seine ersten Werke. 1936 ging er eine erste Ehe ein. Für seine Dichtungen erhielt er bald hohe Auszeichnungen. Von 1941 bis 1945 arbeitete er als Frontberichterstatter einer Zeitung, dabei entstanden auch Kriegsgedichte.
1942 weckten die Arbeiten Michalkows die Aufmerksamkeit Josef Stalins, der ihn beauftragte, die Worte zu einer neuen Nationalhymne zu schreiben. Stalin wollte die bis dahin benutzte Internationale ersetzen, die im Zweiten Weltkrieg nicht mehr angemessen erschien.
Michalkow unterlegte (gemeinsam mit Gabriel El-Registan) einen Orchestersatz des Komponisten Alexander Alexandrow mit seinen Versen. Das Ergebnis dieser Zusammenarbeit wurde als Nationalhymne der Sowjetunion (oder schlicht „die Hymne“) bekannt. Sie wurde Stalin im Sommer 1943 präsentiert und zum 1. Januar 1944 als neue Hymne des Landes eingeführt. 1949 wurde Michalkow Mitglied der Kommission für die Verleihung des Stalinpreises. Auch später wirkte er in mehreren ähnlichen Gremien. 1950 wurde er Mitglied der KPdSU. 1962 war er der Ideengeber und Organisator des satirischen Kinojournals Zündschnur (Фитиль), für dessen Ausgaben er viele Jahre lang die Drehbücher lieferte. Hierbei verfasste auch das Drehbuch zu dem Cartoon Millioner. Ab 1964 war er als Mitglied des Kollegiums des Ministeriums für Kultur der UdSSR tätig und von 1970 bis 1992 Präsident des Schriftstellerverbandes der RSFSR.
Im Jahre 1977 kürzte Michalkow auftragsgemäß die Nationalhymne, strich Stalin aus dem Text und gruppierte die verbleibenden Strophen um. Diese zweite Version war bis 1991 Hymne der Sowjetunion. Zwischen 1991 und 2000 gab es in Russland eine unpopuläre Hymne, das Patriotische Lied (Патриотическая песня) von Glinka. Nachdem Wladimir Putin im Jahre 2000 Präsident Russlands geworden war, versuchte er die so kraftvolle Melodie Alexandrows wieder zur Nationalhymne zu machen. Zu dieser Zeit war Michalkow 87 Jahre alt und lange im Ruhestand. Er schrieb den Text der Hymne erneut um. Das Ergebnis wurde 2001 zur neuen Nationalhymne Russlands erklärt.

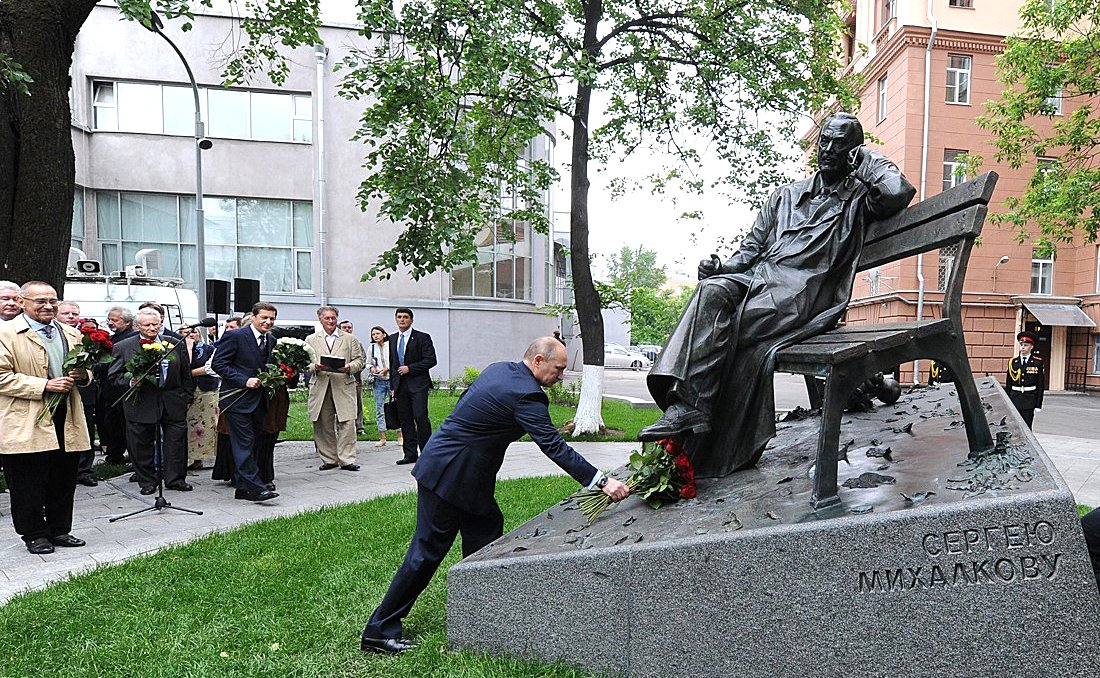
Michalkow-Denkmal (A. I. Rukawischnikow, 2014, Einweihung mit Präsident Putin), Powarskaja-Straße, Moskau

Michalkow lebte in seinem Ruhestand in Moskau. Noch in hohem Alter wurde er als Hochschullehrer tätig. 1997 heiratete er zum zweiten Male. 1999/2000 amtierte er als Vorsitzender des Exekutivkomitees der Internationalen Vereinigung der Schriftstellerverbände. Zu seinem 90. Geburtstag empfing Michalkow den Besuch Putins, der ihn wegen seiner kulturellen Verdienste mit dem Verdienstorden für das Vaterland, 2. Stufe auszeichnete.
Als Schriftsteller schrieb und interpretierte Michalkow unter anderem das satirische Gedicht Der Hase im Rausch. Dieses wurde 1964 in der Kongresshalle am Alexanderplatz in Berlin in der Veranstaltungsreihe „Lyrik – Jazz – Prosa“ von Eberhard Esche erstmals in deutscher Übersetzung vorgetragen und erlangte aufgrund dieses Vortrages große Popularität in der DDR.
Auf Antrag der Kinder erhielt er die internationale Auszeichnung als Kavalier des Ordens des Lächelns.
Im August 2009 starb Sergei Wladimirowitsch Michalkow im Alter von 96 Jahren.

## Filmografie
Drehbuchautor
- 1948: Freundschaft (Красный галстук) – Regie: Wladimir Suchobokow, Marija Sauz
- 1949: Sie haben eine Heimat (У них есть Родина) – Regie: Alexander Fainzimmer, Wladimir Legoschin
- 1957: Die Abenteuer des gestiefelten Katers (Новые похождения Кота в Сапогах) – Regie: Alexander Rou
- 1959: Sombrero (Сомбреро) – Regie: Tamara Lissizijan
- 1959: Freunde am Meer (Потерянная фотография/Přátelé na moři) – Regie: Lew Kulidschanow
- 1960: Léon Garros sucht einen Freund (Леон Гаррос ищет друга/Vingt mille lieues sur la terre) – Regie: Marcel Pagliero
- 1963: Millioner (Миллионер) – Regie: Witold Bordsilowski, Juri Prytkow
- 1963: Drei plus zwei (Три плюс два) – Regie: Genrich Oganesjan
- 1972: Das Komitee der 19 (Комитет 19-ти) – Regie: Sawwa Kulisch
- 1974: Ein teurer Knabe (Дорогой мальчик) – Regie: Alexander Stefanowitsch
- 1974: Die große kosmische Reise (auch Ein kosmisches Experiment; Большое космическое путешествие) – Regie: Walentin Seliwanow

## Ehrungen und Orden (Auswahl)
Michalkow wurde mit einer Vielzahl von Ehrungen und Orden bedacht, unter anderen:
- Leninorden (viermal: 1939, 1963, 1973, 1983)
- Stalinpreis, 2. Klasse (dreimal: 1941, 1942, 1950)
- Orden des Roten Sterns (1943)
- Rotbannerorden (1945)
- Orden des Roten Banners der Arbeit (1967, 1988)
- Leninpreis (1970)
- Orden der Oktoberrevolution (1971)
- Held der sozialistischen Arbeit (1973)
- Staatspreis der UdSSR (1978)
- Orden des Vaterländischen Krieges I. Klasse (1985)[2]
- Orden der Völkerfreundschaft (1993)
- Verdienstorden für das Vaterland, 2. Klasse (2003)